# Championnat de République dominicaine de football 2012-2013
Navigation
Saison précédente Saison suivante
La saison 2012-2013 du Championnat de République dominicaine de football est la huitième édition de la Liga Mayor, le championnat de première division en République dominicaine. Les huit équipes engagées sont regroupées au sein d'une poule unique, où elles s’affrontent à deux reprises. Il n'y a ni promotion, ni relégation en fin de saison.
C'est le Moca Fútbol Club qui est sacré cette saison après avoir terminé en tête du classement final, avec cinq points d'avance sur le SDB Jarabacoa et huit sur le Bauger Fútbol Club. Il s’agit du douzième titre de champion de République dominicaine de l’histoire du club.

## Les clubs participants
- Sporting Santo Domingo
- Bayaguana Fútbol Club
- Bauger Fútbol Club
- Moca Fútbol Club
- Deportivo Pantoja
- Atlético San Cristóbal
- Universidad Organización y Métodos
- SDB Jarabacoa

## Compétition
Le barème utilisé pour établir le classement est le suivant :
- Victoire : 3 points
- Match nul : 1 point
- Défaite : 0 point

### Classement
| Rang | Équipe                             | Pts | J  | G  | N | P  | Bp | Bc | Diff |
| ---- | ---------------------------------- | --- | -- | -- | - | -- | -- | -- | ---- |
| 1    | Moca Fútbol Club                   | 35  | 14 | 11 | 2 | 1  | 35 | 5  | +30  |
| 2    | SDB Jarabacoa                      | 30  | 14 | 9  | 3 | 2  | 29 | 7  | +22  |
| 3    | Bauger Fútbol Club                 | 27  | 14 | 8  | 3 | 3  | 27 | 14 | +13  |
| 4    | Deportivo PantojaT                 | 22  | 14 | 6  | 4 | 4  | 27 | 15 | +12  |
| 5    | Atlético San Cristóbal             | 19  | 14 | 5  | 4 | 5  | 23 | 21 | +2   |
| 6    | Bayaguana Fútbol Club              | 14  | 14 | 4  | 2 | 8  | 15 | 35 | -20  |
| 7    | Sporting Santo Domingo             | 7   | 14 | 2  | 1 | 11 | 17 | 38 | -21  |
| 8    | Universidad Organización y Métodos | 4   | 14 | 1  | 1 | 12 | 12 | 50 | -38  |

|  | Champion de République dominicaine 2012-2013 |
|  | T : Tenant du titre                          |

## Bilan de la saison
| Championnat de République dominicaine de football 2012-2013 |                              |
| Champion                                                    | Moca Fútbol Club (12e titre) |
| Qualifications continentales                                |                              |
| CFU Club Championship 2014                                  | Aucun                        |
| Promotions et relégations                                   |                              |
| Promus en Liga Mayor                                        | Aucun                        |
| Relégués                                                    | Aucun                        |